# Максимов, Георгий Валерьевич
Гео́ргий (Ю́рий) Вале́рьевич Макси́мов (род. 2 апреля 1979, Москва, СССР) — российский религиозный деятель, православный религиовед, исламовед, богослов, прозаик и публицист, православный миссионер. Священник Русской православной церкви, клирик храма святителя Филиппа, митрополита Московского в Мещанской слободе г. Москвы. Председатель Миссионерского отдела Патриаршего экзархата Африки (с 2021). Кандидат богословия (2009). Член Экспертного совета при Министерстве юстиции РФ по противодействию религиозному экстремизму. Член Межсоборного присутствия Русской православной церкви.
Автор более 30 книг и брошюр, а также около 200 статей. Один из авторов Православной энциклопедии. Участник ряда международных конференций.

## Биография
К православной вере пришёл в 1991 году, когда его бабушка, работавшая уборщицей в Московском метрополитене, обнаружила несколько экземпляров кем-то выброшенного Евангелия от Луки, один из которых она дала прочитать внуку.
В 1996 году окончил Московскую международную киношколу № 1318.
В 2001 году окончил библейско-патрологический факультет Российского православного института святого Иоанна Богослова c дипломом по специальности «религиоведение».
С 2002 по 2012 год преподавал в Московской духовной семинарии.
16 июля 2005 года решением Священного синода Русской православной церкви включён в состав созданной тогда же синодальной рабочей группы по разработке концептуального документа, излагающего позицию Русской православной церкви в сфере межрелигиозных отношений.
27 июля 2009 года решением Священного синода Русской православной церкви включён в состав Межсоборного присутствия Русской православной церкви, где является членом комиссии по церковному просвещению и диаконии (2014—2018).
Включён в состав созданного 23 июля 2009 года научно-консультативного совета при Министерстве юстиции Российской Федерации по изучению информационных материалов религиозного содержания на предмет выявления в них признаков экстремизма.
В сентябре 2009 года защитил кандидатскую диссертацию по теме «Византийская полемика с исламом» на соискание учёной степени кандидата богословия, защита состоялась на кафедре истории Древних восточных церквей в Православном Свято-Тихоновском гуманитарном университете. Вручение диплома состоялось 18 ноября на годичном акте ПСТГУ.
Был близок к убитому 20 ноября 2009 года священнику Даниилу Сысоеву; после его гибели был избран главой миссионерской школы при храме пророка Даниила. На этой должности успел довести до выпуска студентов текущего (на тот момент) курса обучения и начать оформлять документы для включения школы в состав Синодального миссионерского отдела, но после диаконской хиротонии не смог более руководить школой.
В 2009—2011 годах — преподаватель Николо-Перервинской духовной семинарии.
С февраля 2010 года — член коллегии по рецензированию и экспертной оценке при издательском совете Русской православной церкви.
22 мая 2010 года в академическом Покровском храме рукоположён во диакона архиепископом Верейским Евгением (Решетниковым).
С 2010 по 2017 года преподаватель Курсов повышения квалификации клириков города Москвы.
Читал курс «Ислам в современной России» на курсах повышения квалификации клириков города Москвы при Московской православной духовной академии, созданных резолюцией патриарха Кирилла от 20 апреля 2011 года на территории Новоспасского монастыря. Преподавал на курсах до 2017 года. С 2012 по 2017 год был преподавателем Сретенской духовной семинарии.
6 января 2015 года в московском храме Христа Спасителя патриархом Кириллом рукоположён во пресвитера.
25 января 2023 года указом патриарха Кирилла уволен из клира храма преподобного Сергия Радонежского в Бусинове и назначен штатным священником храма Всех святых, Патриаршего подворья на Кулишках г. Москвы. 11 октября 2024 года указом Святейшего Патриарха Кирилла назначен сверхштатным священником храма святителя Филиппа, митрополита Московского, в Мещанской слободе г. Москвы.

## Религиоведение и богословие
Автор журнальных публикаций и нескольких книг по религиоведению. Много лет был главным редактором сайта «Православие и ислам». Большое количество его публикаций посвящено истории и проблемам взаимоотношений православия с исламом, поэтому его часто относят к современным православным специалистам по исламоведению. Являясь преподавателем «Истории религий» и специалистом по исламоведению, часто выступает официальным оппонентом или рецензентом при защите кандидатских диссертаций, темы которых связаны с исламом.
Являлся руководителем патрологического отдела креационистского миссионерско-просветительского центра «Шестодневъ», опубликовал ряд работ против теории эволюции и сторонников её православного осмысления.
В августе 2007 года вышла в свет монография, посвящённая исследованию учения о Святом Духе у авторов ранней Церкви (I—III века). Исследование включает главы, посвящённые учению о Святом Духе в Священном Писании Ветхого и Нового Завета, пневматологии мужей апостольских, литургической пневматологии II—III веков, и более общее изложение пневматологических воззрений авторов II—III веков.
В 2007 году вышла в свет его книга «Богословский ответ на „Письмо епископа Диомида“».
Постоянный автор портала «Православие.ру»; в сети Интернет очень много видеороликов с его участием.

## Миссионерство
Многократно ездил в командировки в разные части света с миссионерскими целями.
В ходе миссионерских поездок диакон, а затем священник Георгий Максимов способствовал тому, что на Филиппинах на острове Минданао возникли новые приходы Русской православной церкви. Отец Георгий участвовал в нескольких массовых крещениях, в том числе 21 августа 2015 года в Ладоле, где в водах Тихого океана были крещены 240 филиппинцев, ранее принадлежавших к местной Аглипаянской церкви.
Руководил школой православного миссионера при Синодальном миссионерском отделе РПЦ (МП) после гибели основателя школы иерея Даниила Сысоева.
Руководитель сектора апологетической миссии Синодального миссионерского отдела. Ответственный за миссионерскую и катехизаторскую работу Северного викариатства Москвы.
После образования Патриаршего экзархата Африки стал председателем Миссионерского отдела данного экзархата. В связи чем с 1 марта 2022 года Синодальный суд Александрийской православной церкви принял решение о лишении сана, обвинив священника в совершении богослужений на канонической территории Александрийского патриархата без благословения патриарха Феодора II и его епископов, в сослужении с запрещёнными священниками, «заговоре», «сговоре» (Правило 18 IV Вселенского собора) и «введении в соблазн». В свою очередь Максимов ранее заявил, что не явится на суд, поскольку не признаёт над собой юрисдикции Александрийского патриархата. Этому решению предшествовала полемика между Максимовым и Феодором II.

## Проза
Будучи мирянином, писал прозу в жанре, который сам определял как «православная фантастика». Его рассказы опубликованы в журналах «Реальность фантастики», «Фома», «Порог», «Меридиан», в сборниках «Аэлита. Новая волна» и «Ковчег „Бастион“». Свои произведения выкладывал на сайте «Самиздат» (samlib.ru).
В 2007 году награждён премией «Бесобой» за повесть «Пробуждение».
В 2008 году в издательстве АСТ вышел его дебютный роман «Зиккурат».
В связи с выходом сборника фантастических рассказов «Христианский квартал» в июне 2012 года написал:

Для меня это черта под определённым жизненным отрезком, который остался позади. В своих литературных опытах я никогда не ставил во главу угла какую-то научно-техническую составляющую, меня интересовал человек. Человек, который оказывается в предчувствии чего-то большего, чем он сам. И я писал о том, чем хотел поделиться, мне было что сказать читателю. А уж насколько хорошо получилось сказать — не мне судить.
Меня привлекал жанр фантастики тем, что в нём всё, что скажешь, заведомо облекается в одежды притчи, ты не пытаешься убедить читателя, как в случае реалистической прозы, что будто бы «всё так и было на самом деле». В фантастике автор заранее говорит читателю: «всё это условно», и читатель получает стимул к тому, чтобы искать смысл не в словах, а за словами.

## Публикации
- Максимов Ю. В. Лесоболотный массив // Порог. — 2004. — № 6. — С. 83—90.
- Максимов Ю. В. Дерзновение пред лицом Божиим // Полдень. XXI век. — 2004. — № 5. — С. 177—185.
- Максимов Ю. В. Предпоследнее Дознание: дело Сато // Если. — 2005. — № 1. — С. 139—174.
- Максимов Ю. В. Помощник // Покажи мне звезду: сборник. — М., 2005. — С. 83—87.
- Максимов Ю. В. Ветер перемен // Ковчег „Бастион“: сборник. — М., 2005.
- Максимов Ю. В. И поднялось терние… // Порог. — 2005. — № 2. — С. 68—73.
- Максимов Ю. В. Больше, чем…
  - Максимов Ю. В. Больше, чем… // Меридиан. — 2005. — № 3—4. — С. 15—17.
  - Максимов Ю. В. Больше, чем… // Свой круг. — 2006. — № 10.
  - Максимов Ю. В. Больше, чем… // Магия ПК. — 2006. — № 6 (95). — С. 64—65.
- Максимов Ю. В. Христианский квартал
  - Максимов Ю. В. Христианский квартал // Реальность фантастики. — 2005. — № 5. — С. 141—149.
  - Максимов Ю. В. Христианский квартал // Фома. — 2005. — № 4 (27). — С. 92—97.
  - Максимов Ю. В. Христианский квартал // Мифотворцы: Портал в Европу» (сборник). — Киев, 2006. — С. 96—105.
- Максимов Ю. В. Мата // Аэлита. Новая волна: сборник. — Екатеринбург, 2005. — С. 91—112.
- Максимов Ю. В. Узник
  - Максимов Ю. В. Узник // Аэлита. Новая волна: сборник. — Екатеринбург, 2005. — С. 435—444.
  - Максимов Ю. В. Узник // фэнзин «Шалтай-Болтай». — 2005. — № 2 (27). — С. 81—86.
  - Максимов Ю. В. Узник // Знание — сила. — 2006. — № 9. — С. 123—126.
  - Максимов Ю. В. Узник // Закон дальнего космоса: сборник. — М.: Эксмо, 2007. — С. 341—349.
- Максимов Ю. В. Небо всё видит // Реальность фантастики. — 2005. — № 10. — С. 145—148.
- Максимов Ю. В. Смерть атеиста
  - Максимов Ю. В. Смерть атеиста // Альфа и Омега. — 2006. — № 1(45). — С. 299—307.
  - Максимов Ю. В. Смерть атеиста // Новый ковчег. — 2005. — № 4.
- Максимов Ю. В. Выход // Искатель. — 2005. — № 9.
- Максимов Ю. В. Микросхемы // Реальность фантастики. — 2006. — № 2. — С. 148—152.
- Максимов Ю. В. О путешествии наставника Ма и двух просветлённых // Я. — 2006. — № 2(26).
- Максимов Ю. В. Сложноструктурированные органические объекты // Свой круг. — 2006. — № 11. — С. 20—21.
- Максимов Ю. В. Псогос Валена // Просто фантастика. — 2006. — № 6. — С. 8.
- Максимов Ю. В.
  - Максимов Ю. В. Двадцать минут // Фантастика 2006: сборник. — М.: АСТ, 2006. — С. 90—103.
  - Максимов Ю. В. Двадцать минут // Химия и жизнь. — 2006. — № 11. — С. 66—71.
- Максимов Ю. В. Тот, кто думает о нас // Реальность фантастики. — 2006. — № 10.
- Максимов Ю. В. Пробуждение // Сакральная Фантастика-6: сборник. — М.: Мануфактура, 2006. — С. 3—98.
- Максимов Ю. В. Символ // Знание — сила: Фантастика. — 2006. — № 3.
- Максимов Ю. В. Трон в крови // Реальность фантастики. — 2007. — № 9.
- Максимов Ю. В. Девушка и фантаст // Реальность фантастики. — 2008. — № 2.
- Максимов Ю. В. Чёрный снег // Наше дело правое: сборник. — М., 2008.
- Максимов Ю. В. Зиккурат. — М.: АСТ, АСТ Москва, Хранитель. — 320 с. — (Звёздный лабиринт). — 3000 экз. — ISBN 978-5-17-047741-8, ISBN 978-5-9713-7697-2, ISBN 978-5-9762-6755-8.
- Максимов Ю. В. Христианский квартал: Фантастические рассказы. — М.: Никея, 2012. — 384 с. — 4000 экз. — ISBN 978-5-91761-117-4.
- Юрий Максимов: Продается Америка // Интернет-журнал «Татьянин день», 19 июня 2012

- Максимов Ю. В. Святые Православной Церкви, обратившиеся из ислама. — М., 2002. — 76 с.
- Максимов Ю. В. Святые отцы об исламе. — М., 2003.
- Максимов Ю. В. Религия креста и религия полумесяца. — М.: Издательство Московского подворья Свято-Троицкой Сергиевой лавры, 2004. — 239 с.
- Максимов Ю. В., Смоляр К. В. Православное религиоведение. Ислам, Буддизм, Иудаизм. — М.: Издательство храма пророка Даниила на Кантемировской, 2005. — 304 с. — 2500 экз. — ISBN 5-98988-003-0. (2008, ISBN 978-5-98988-010-2 тираж 5000 экз.)
- Максимов Ю. В. Богословский ответ на письмо епископа Диомида. — М.: Издательство Саратовской епархии, 2007. — 192 с. — 6000 экз. — ISBN 978-5-98599-043-0.
- Максимов Ю. В. Учение ранней Церкви I—III вв. о Святом Духе. — М.: Центр библейско-патрологических исследований при Отделе по делам молодёжи Русской Православной Церкви: Империум Пресс, 2007. — 207 с. — ISBN 5-98066-013-8.
- Сысоев Д. А., Хвыля-Олинтер А. И., Люлька А. В., Максимов Ю. В. Православный ответ исламу. — М.: Издательство храма пророка Даниила на Кантемировской, Православное миссионерское братство святого Амира Иерусалимского, 2007. — 224 с. — 4000 экз. — ISBN 978-5-98988-004-1.
- Максимов Ю. В. Православие или ислам. — М.: Издательство храма пророка Даниила на Кантемировской, 2009. — 256 с. — 5000 экз. — ISBN 978-5-98988-011-9.
- Максимов Ю. В. Вызов ислама и Православная Церковь. — М.: Издательство Московского Подворья Свято-Троицкой Сергиевой Лавры, 2010. — 224 с. — 7500 экз. — ISBN 978-5-7789-0244-1.
- Сысоев Д. А., Максимов Ю. В. Сербские беседы. — М.: Христианская книга, 2010. — 64 с. — 10 000 экз.
- Сысоев Д. А., Максимов Ю. В. Как часто надо причащаться?. — М.: Благотворительный фонд «Миссионерский центр имени иерея Даниила Сысоева», 2012. — 160 с. — 10 000 экз. — ISBN 978-5-4279-0019-5.
- Максимов Ю. В., Шполянский М., Фомин А. В. Азы православия для детей: как объяснить ребёнку на доступном языке суть православной веры, кто такой Бог, что такое причастие, зачем ходить в храм и молиться / в изложении диакона Георгия Максимова, священника Михаила Шполянского, Алексея Фомина. — М.: Новая мысль, 2013. — 216 с. — ISBN 978-5-902716-32-7.
- Диакон Георгий Максимов. Кончатся ли адские муки? М.: Православное миссионерское общество имени прп. Серапиона Кожеозерского, 2013. — 128 с.
- Диакон Георгий Максимов. Святоотеческое понимание миссии. М.: Православное миссионерское общество им. прп. Серапиона Кожеозерского, 2014. — 192 с.
- Максимов Ю. В. Правда о «православном» эволюционизме. — М.: Православное миссионерское общество им. Прп. Серапиона Кожеозерского, 2015. — 128 с.
- Максимов Ю. В. Православное отношение к войне и воинскому служению. — М.: Правосл. миссионерское о-во им. прп. Серапиона Кожеозерского, 2015. — С. 48.
- Максимов Ю. В. Как стать добрым?: (о семи главных добродетелях). — М.: Православное миссионерское о-во им. прп. Серапиона Кожеозерского, 2015. — 64 с.
- Ислам. Пособие для православных миссионеров / Силантьев Р. А., свящ. Г. Максимов, муфтий Ф. С. Хайдаров, имам-хатыб В. Якупов ; Под общ. ред. д-ра ист. наук, проф. МГЛУ Р. А. Силантьева. — Екатеринбург: Екатеринбургская епархия, Миссионерский отдел, 2016. — 464 с. — 3000 экз.

- Коранические сказания о Христе в свете реальных исторических свидетельств // «Альфа и Омега» № 3 (17) 1998. — сс. 261—293.
- Образ рая в христианстве и исламе // «Альфа и Омега», № 2 (20) 1999. — с. 271—279.
- Вера древней Церкви по свидетельству гностической антицерковной полемики II—III веков // «Альфа и Омега» № 4 (22) 1999. — с. 278—291.
- Богословские аспекты проблемы согласования православного и эволюционного учений о происхождении человека // Шестоднев против эволюции : В защиту святоотеческого учения о творении : Пособие для учителей и учащихся. Редактор сборника — священник Даниил Сысоев. - Москва : Паломникъ, 2000. - 303 с. : ил.; 21 см.;  — с. 123—150. ISBN 5-87468-045-4
- Святые православной церкви обратившиеся из ислама // Университетский вестник. № 3 2000.
- Максимов Ю. В., Алексанян А. Г. Астерий Софист // Православная энциклопедия. — М., 2001. — Т. III : Анфимий — Афанасий. — С. 636—637. — 40 000 экз. — ISBN 5-89572-008-0.
- Свт. Филарет (Гумилевский) как агиограф // «Журнал Московской Патриархии» № 12 2000. — с. 82-84-87. 2001
- Понятие чуда в христианстве и исламе // «Альфа и Омега», № 1 (27) 2001. — С. 307—327.
- Христиане и мусульмане: диалог о диалоге // «Альфа и Омега», № 2 (28) 2001. — с. 372—376.
- Св. Варвар (Бывший Разбойник) // «Сретение», № 9 (92), май 2001 г. — С. 12.
- Православная миссия в Индонезии // «Православные вести», № 11-12 (95-96) 2001. — C. 14-15.
- Максимов Ю., Григорьева Е. Самый труднодоступный монастырь России // «Спасение», № 31 (227), сентябрь 2001. — С. 6.
- Максимов Ю. В., Алексанян А. Г. Антитакты // «Православная энциклопедия». Т. II. М., 2001. — С. 553.
- Вопрос о вечности адских мук в работах православных богословов XX века // «Благодатный Огонь», № 7 2001. — С. 75-93.
- Православие в фильме С. М. Эйзенштейна «Иван Грозный» // «Альфа и Омега», № 3 (29) 2001. — С. 298—305.
- Образ рая в христианстве и исламе // Сретенский альманах (богословие и апологетика). М., 2001. — Сс. 138—151.
- Почему из христианства переходят в ислам? // «Миссионерское обозрение», № 8 (70) 2001. — С. 6-10.
  - Почему из христианства переходят в ислам? // «Альфа и Омега». 2005. — № 44.
- Православная Церковь в Индонезии // «Миссионерское обозрение», № 12 (74) 2001. — С. 7-10.
- Илья Муромец // «Спасение» № 48 (227), декабрь 2001. — С. 7
- Кожеозеро — обитель преподобного Серапиона // Московский церковный вестник. — № 1 (230). — 2002. — С. 13.
- Государство выбирает концепцию своих взаимоотношений с Церковью // О проекте Концепции государственной политики в сфере отношений с религиозными объединениями. Сборник документов. М., 2002. — С. 86-87.
- Не всякому духу верьте: религия и массовый кинематограф // «Свет Невечерний». № 2 2002. — С. 61—63.
- Максимов Ю., Григорьева Е. Богоявленский Кожеозерский монастырь // Москва. № 1, 2002. — С. 46—52.
- Максимов Ю., Максимова Е. Свято-Троицкий Герасимо-Болдинский монастырь // Москва. № 6 2002. — С. 136—140.
- Город и сад: образы ветхого и нового рая // Глаголъ. № 7. 2002. — С. …
- Ещё раз к вопросу об Али Вячеславе Полосине // «Радонеж». № 5 (123). 2002. — С. 5.
- Миссионерский сайт «Православие и ислам» // «Миссионерское обозрение». № 6 (80) 2002 — С. 14-17.
- Переходы из ислама в христианство в IX—X вв. по свидетельствам арабских хроник // «Альфа и Омега» № 2 (32) 2002 — С. 255—259.
- «Русский ислам» в интернете — школа новых янычар? // «Радонеж» № 7 (125). 2002. — С. 6-7.
- Феодор Абу Курра и его место в истории ранней православной полемики с исламом // «Богословский сборник» № 10, 2002 — С. 114—123.
- Максимов Ю, Огнев И. Ислам и насилие // «Радонеж». № 9 (127) 2002. — С. 6.
- Таинство Евхаристии и мусульмане: взгляд из Византии // «Ионинский Листок». № 51 (170) 2002. — С. 5.
- Пневматология Нового Завета // «Альфа и Омега». № 4 (34). 2002 — С. 29-41.
- Женский образ Духа Святого у Святых Отцов и писателей ранней Церкви / Х Международные Рождественские Образовательные Чтения. Секция «Православная антропология и психология». Сборник докладов. М., 2002. — С. 51-54
- Мученическое исламоведение // «Православие и ислам», 10.06.2002
- Оклеветанный старец // «Благодатный огонь» № 10, 2003. — С. 25-30.
- Святые жёны Православной Церкви и ислам // «Как жить» № 25, 2003. — С. 50-55.
- Православные святые, обратившиеся из ислама // «Миссионерское обозрение» № 1 (87), 2003. — Сс.21-27, № 2 (88), 2003. — Сс. 27-31
- Представление о грехе в христианстве и исламе // «Альфа и Омега» № 2 (36) 2003. — Сс.
- Религия сильного человека: христианство или ислам? // «Воин Христов» № 3 (4) 2003. — С. 3.
- Прп. Григорий Декаполит об исламе // «Альфа и Омега» № 3 (37) 2003. — С. 71-77.
- Свт. Николай Мистик об исламе // «Альфа и Омега» № 4 (38) 2003. — С. 185—190.
- Die heutige und traditionelle Konzeption des Menschen im Islam als Herausforderung fur das Christentum // Die Bedeutung der Christlichen Anthropologie angesichts der heutigen gesellschaftlichen Aufgaben und Problemme. Moskau, 2003. — Ss. 120—133.
- Saint Serapion of Kozheozero — former muslim, based famous monastery // Again № 3, 2003. — Рр. 7-8.
- Прп. Феофан Исповедник об исламе // Богословский вестник № 4, 2004. — С. 312—335.
- Православие и мысль о существовании жизни вне Земли // Христианство и фантастическая литература. М., 2004. — Сс.
- Когда же всё это кончится? (некоторые размышления о протестантской антиправославной полемике на примере одной книги) // «Огласница» № 2004. — С. 83
- Ошибка Гитлера // «Радонеж». 2004. № 8
- Свт. Симеон Фессалоникийский и его антиисламские сочинения // «Альфа и Омега» № 4 (41) 2004. — Сс.
- Одному ли Богу поклоняются христиане и мусульмане // «Благодатный огонь» № 13, 2005. — C.
- Послание псевдо-Льва халифу Омару // «Альфа и Омега» № 1 (42) 2005. — с. 180—198.
- Максимов Ю., Максимова Е. Кожеозерский Богоявленский монастырь: современный опыт возрождения обители // «Альфа и Омега» № 1 (42) 2005. — с. 160—172.
- Принципы использования научного материала в христианской апологетике // Божественное откровение и современная наука: альманах. Вып. 2. — М.: Изд-во храма пророка Даниила на Кантемировской, 2005. — С. 198—199.
- Запад пересматривает отношение к исламу? // «Радонеж», 09.09.2005
- Изобретения монахов // «Фома», № 7 (30) октябрь 2005
- Почему из христианства переходят в ислам? // «Альфа и Омега» № 44 2005
- «Не бояться трезво глядеть на мир. И называть вещи своими именами» (интервью) // «Татьянин День», 24.01.2006
- Что было бы с нашей цивилизацией, если бы Христос не воскрес? // «Фома», 15.05.2006
- Пневматология апологетов II века // «Альфа и Омега» № 46 2006
- Пальчева А. Крест и полумесяц: что обычный человек знает про мусульман?  (интервью) // Нескучный сад. — 04.07.2006.
- Современные гонения на православных в Македонии // «Радонеж», 10.07.2006
- Мусульманская иммиграция в Европу как вызов христианскому миру // «Православие.Ru», 20.07.2006
  - То же на сербском языке: Муслиманска емиграција као изазов хришћанском свету // «Сведок Верни»
  - То же на болгарском языке: Мюсюлманската имиграция в Европа като предизвикателство за християнския свят // «Двери.Бг»
- Святая гора Афон // «Православие.Ru», 07.08.2006
- Анатомия измены // «Православие.Ru», 21.08.2006
- Зачем папа римский вспомнил православного императора? // «Православие.Ru», 02.10.2006
  - То же на польском языке: Dlaczego papież przywołał słowa prawosławnego cesarza? // «Przeglad Prawoslawny»
- Одному ли Богу поклоняются христиане и мусульмане? // «Православие.Ru», 14.11.2006
- Игра в богословие: GAME OVER // «Православие.Ru», 29.11.2006
  - То же на английском языке: Game Over: At The Roots Of Modernism // «Orthodox England»
  - То же на сербском языке: Играње са богословљем: Крај игре // «Светосавље»
  - То же на болгарском языке: Игра на богословие часть 1, часть 2 // «Богомислие»
- Почему убивают священников? // «Православие.Ru», 08.12.2006
- Стереотипы представлений о крестовых походах // «Православие.Ru», 21.12.2006
- О семье, неофитах и компьютерных играх // «Православие.Ru», 29.12.2006
  - То же на болгарском языке: За неофитството // «Сайтот на Храм св. цар Борис гр. Варна»
- Православие в Австралии // «Православие.Ru», 18.01.2007
- Православие в Австрии // «Православие.Ru», 23.01.2007
- Православие в Азербайджане // «Православие.Ru», 26.01.2007
- Православие в Алжире // «Православие.Ru», 07.02.2007
- О неконституционных высказываниях муфтиев // «Радонеж», 22.02.2007
- Православие в Албании // «Православие.Ru», 05.03.2007
- Православие в Афганистане // «Православие.Ru», 12.03.2007
- Сорок мучеников Севастийских // «Нескучный сад», 20.03.2007
- Православие в Андорре и на Антигуа и Барбуде // «Православие.Ru», 13.04.2007
- Православие в Аргентине // «Православие.Ru», 26.04.2007
- Феодосий Диакон: поэтическая полемика с исламом в Византии // «Альфа и Омега», № 48 2007
- Святой великомученик Георгий Победоносец // «Нескучный сад», 07.05.2007
- Стоит ли убивать кротов, или Как не попасть впросак при чтении православной литературы // «Православие.Ru», 07.06.2007
  - То же на английском языке: Should One Kill Moles? Or, How to Avoid Falling Into Traps While Reading Contemporary Orthodox Literature // «Orthodox Life»
  - То же на сербском языке: Треба ли убиjати кртице, или Како не испасти будала приликом читања савремене православне литературе // «Светосавље»
- О модернизме «справа» // «Радонеж», 29.06.2007
- Православие в Армении // «Православие.Ru», 01.08.2007
- Откуда идёт соблазн расколов? // «Радонеж», 05.09.2007
- Православие в Анголе // «Православие.Ru», 10.07.2007
- Почему христиане не считают Мухаммеда пророком? часть 1, часть 2 // «Православие.Ru», 23-24.07.2007
  - То же на сербском языке: Зашто хришћани не сматрају Мухамеда за пророка // «Светосавље»
  - То же на грузинском языке: არის თუ არა მუჰამედი წინასწარმეტყველი? // «Faith.Ge»
- О героях мусульман и христиан // «Радонеж», 25.09.2007
- Православие на Багамских островах // «Православие.Ru», 8.10.2007
- Ислам в богослужебных текстах Православной Церкви: часть 1, часть 2 // «Православие.Ru», 10.10.2007
- О том, как один муфтий решил обвинить православного священника // «Радонеж», 12.10.2007
- Несколько слов о православной миссии // «Радонеж», 24.10.2007
- Святые отцы XIX—XX веков о Китае // «Православие.Ru», 26.10.2007
- Письма святителя Николая Мистика халифу ал-Муктадиру как пример практического христиано-мусульманского диалога // «Православие.Ru», 29.10.2007
- Что стоит за «Бессарабским» скандалом? // «Радонеж», 20.11.2007
- Православие в Бахрейне // «Православие.Ru», 27.11.2007
- Пророчества истинные и пророчества ложные // «Православие.Ru», 06.12.2007
- Судьба священника, перешедшего в ислам // «Радонеж», 07.12.2007
- Добрые вести Православия: итоги 2007 года // «Православие.Ru», 30.12.2007
- Православие в Белизе // «Православие.Ru», 18.01.2008
- Что будет, если Украинская Православная Церковь станет автокефальной? // «Радонеж», 23.01.2008
  - То же на болгарском языке: Ще стане ли автокефална Украинската църква? (Pravoslavie.Bg)
- Спор на руинах империи // «Русский проект», 03.02.2008
- Одна православная апология, созданная на мусульманском Востоке (письмо псевдо-Льва) // «Православие.Ru», 04.02.2008
- Имеет ли русский народ право изучать свою историю? // «Радонеж», 09.02.2008
- Что стоит за заявлением Х. Г. Хамидуллиной? // «Православие.Ru», 22.02.2008
- «Горе беззаконнику, ибо будет ему возмездие за дела рук его» (Ис 3:11) // «Радонеж», 27.02.2008
- Византийский урок: продолжение темы // «Православие.Ru», 28.02.2008
- Преподобный Иоанн Дамаскин об исламе // «Православие.Ru», 17.03.2008
- Подвиг 42 мучеников Аморийских в контексте православной полемики с исламом // «Православие.Ru», 19.03.2008
- Исламский мир в «Хронографии» преподобного Феофана Сигрианского // «Православие.Ru», 26.03.2008
- Преподобный Феодор Студит об исламе // «Православие.Ru», 25.11.2008
- Православие в Бельгии // «Православие.Ru», 10.04.2008
- Переходят ли имамы в христианство? // «Православие и современность», 16.04.2008
- Византийский урок для патриарха Варфоломея // «Радонеж», 16.04.2008
  - То же на английском языке: A Lesson from Byzantium for Patriarch Bartholomew // Orthodoxengland.org, 16 April 2008
- В защиту Благодатного огня // «Православие.Ru», 26.04.2008
  - То же на английском языке: In Defense of the Holy Fire // Pravoslavie.Ru
  - То же на сербском языке: У заштиту благодатног огња // «Светосавље»
- Вечны ли адские муки? Часть 1, Часть 2, Часть 3 // «Православие.Ru», 08.05.2008
  - То же на болгарском языке: Вечни ли са адските мъки? Часть 1, Часть 2, Часть 3 (Богомислие)
- Православие в Бенине // «Православие.Ru», 16.05.2008
- О святом Варваре, бывшем разбойнике // «Православие.Ru», 19.05.2008
- Правда о практике частого причащения часть 1, часть 2 // «Православие.Ru», 21-22.05.2008
  - То же на сербском языке: Истина о пракси честог причешћивања // «Светосавље»
  - То же на болгарском языке: Истината за практиката на честото причастяване часть 1, часть 2 // «Богоносци»
- Взгляд русского путешественника XV века на ислам // «Православие.Ru», 07.06.2008
- Несколько слов о выброшенных Евангелиях // «Православие.Ru», 11.06.2008
- Православное отношение к сну и сновидениям: Часть 1, Часть 2 // «Православие.Ru», 19-20.06.2008
  - То же на немецком языке: Die Orthodoxe Einstellung zu Schlaf und Traum: Часть 1, Часть 2 // «Bogoslov.Ru», 17.12.2014
  - То же на болгарском языке: Какво е отношението на Църквата към сънищата? // «Двери.Бг»
- Безграмотность или провокация? // «Радонеж», 01.07.2008
- Отношение к исламу в дореволюционной России по трудам церковных авторов: Часть 1 (XI—XVI вв.), Часть 2 (XVII—XIX вв.) // «Православие.Ru», 14-15.07.2008
- Мученик Иоанн-Мавия — православный «халиф» // «Православие.Ru», 22.07.2008
- «Неинтересный» Ветхий Завет // «Православие и современность», № 7 2008
- Преподобный Симеон Дайбабский — черногорский святой, воспитанный в России // «Православие.Ru», 27.08.2008
- Зачем жить по заповедям? Или три заблуждения о христианской жизни // «Православие и современность», 18.09.2008
  - То же на сербском языке: Зашто живети по заповестима? или три заблуде о хришћанском животу" // «Светосавље»
  - То же на венгерском языке: Miért tartsuk be Isten törvényeit // «Нodigitria»
- Современное состояние православной миссии в мире // «Православие.Ru», 23.09.2008
  - То же на сербском языке: Савремено стање Православне мисије у свету // «Сведок Верни»
- Епископ Диомид в вопросах и ответах // «Радонеж», 26.09.2008
- Мусульмане и мусульманство в житиях византийских святых // «Православие.Ru», 30.09.2008
- Святоотеческое отношение к болезни // «Православие.Ru», 20.10.2008
- Великий сербский старец отец Фаддей // «Православие.Ru», 05.11.2008
- Святые отцы о семейных обязанностях христианина // «Православие.Ru», 13.11.2008
- О православном взгляде на нехристианские религии // «Церковный вестник». — № 12. — 2008 (в соавторстве с прот. Всеволодом Чаплиным и Д. В. Сафоновым)
- Святой Лука — сербский новомученик, проповедник и апологет // «Православие.Ru», 03.12.2008
- Краткий обзор отношений Православия и иудаизма. Часть 1, Часть 2 // «Православие.Ru», 23.12.2008
- «Всегда радуйтесь» (1 Фес. 5:16) // «Православие.Ru», 31.12.2008
- Последняя заповедь Спасителя // «Радонеж», 02.01.2009
  - То же на сербском языке: Последња Спаситељева заповест // «Сведок Верни»
- Без Христа спасенья нет // «Православие.Ru», 27.01.2009
  - То же на сербском языке: Без Христа нема спасења // «Светосавље»
- Православие в Боливии // «Православие.Ru», 29.01.2009
- Новомученики российские и Дарвин // «Радонеж», 25.02.2009
  - То же на сербском языке: Руски новомученици и Дарвин // «Светосавље»
- Чтобы сохранить вежливые отношения, вовсе не обязательно молиться со всеми подряд (интервью) // «Интерфакс-Религия», 20.01.2009
- «Что есть человек, что Ты помнишь его?» // «Православие.Ru», 25.02.2009
- Церковь и государство — возможна ли симфония? // Православие и современность, 25.03.2009
- Размышление о добродетели // «Православие.Ru», 02.04.2009
- Несколько историй о Сербском патриархе Павле // «Радонеж», 08.04.2009
  - То же на английском языке: May his soul dwell with the Righteous! In memoriam of Patriarch Pavle (Pravoslavie.ru)
  - То же на болгарском языке: Патриархът, който живееше като пустинниците // Pravoslavie.Bg
  - То же на румынском языке: Patriarhul care vieţuia ca pustnicii // Familia Ortodoxa
- О целительном покаянии // «Радонеж», 17.04.2009
- О видах добродетелей Часть 1, Часть 2 // «Православие.Ru», 17.04.2009
- О Священном Писании и Священном Предании // «Православие.Ru», 23.04.2009
  - То же на сербском языке: О Светом Писму и Светом Предању I део, II део // «Сведок Верни»
- Несколько размышлений о миссии // «Радонеж», 27.04.2009
  - То же на сербском языке: Неколико размишљања о мисији… // «Сведок Верни»
- Православие и протестантизм: в чём разница? // «Православие и современность», 11.05.2009
- Византийцы и Коран // «Богослов.ру», 12.05.2009
- Ещё раз о религии сильного человека // «Православие.Ru», 18.05.2009
- Ответить Богу «да» (или Зачем соблюдать заповеди) // «Фома», 02.06.2009
- Почему «много скорбей у праведного»? // «Радонеж», 04.06.2009
- Об устроении катехизации часть 1, часть 2, часть 3 // «Православие и современность», 24.07.2009
  - То же на сербском языке: Мисли о организацији катехизације… I део, II део // «Сведок Верни»
- «В борьбе за трезвую Русь» // «Православие.Ru», 31.08.2009
- Православные святые, просиявшие на территории Албании // «Православие.Ru», 14.09.2009
- Православные святые о реинкарнации часть 1, часть 2 // «Православие и современность», 17.09.2009
  - То же на грузинском языке: მართლმადიდებელი მამები რეინკარნაციის შესახებ // apocalypse.ge
- Точка падения // «Православие.Ru», 12.10.2009
- Точка падения: ответы на вопросы читателей // «Православие.Ru», 17.11.2009
- Святитель Иоанн не был раскольником! // «Православие.Ru», 15.10.2009
- Об одном современном соблазне, или Новомученики Российские об отношении к новшествам в нашей жизни // «Православие и современность», 19.10.2009.
- Молитва патриарха // Богослов.Ру, 19.11.2009
  - То же на немецком языке: Das Gebet des Patriarchen // «Bogoslov.Ru»
  - То же на французском языке: Prière pour la paix du patriarche Paul de Serbie // «Egliserusse.eu»
- «Сиять, как звезда». Несколько слов об отце Данииле Сысоеве // «Православие.Ru», 29.12.2009
  - То же на английском языке: «Shining as a star». A few words about Father Daniel Sysoyev // «Incendiarious»
  - То же на французском языке: «Resplendir comme une étoile»: Quelques mots sur Père Daniel (Syssoev) // «Orthodoxologie»
  - То же на итальянском языке: Padre Daniele Sysoyev (Sysoev) // «Santiortodossi»
  - То же на сербском языке: «Сијати као звезда». Неколико речи о оцу Данилу Сисојеву // «Светосавље»
- Русское Православие в Азии сегодня // «Православие.Ru», 14.01.2010.
  - То же на английском языке: Russian Orthodoxy in Asia Today // Orthodox.Cn
- Епископ Феофан (Ноли) // «Православие.Ru», 28.01.2010.
- Архимандрит Иоанн (Крестьянкин) как лекарь от современных соблазнов // «Православие.Ru», 08.04.2010.
- Блаженный Самон Газский и его «Разговор с Ахмедом Сарацином» // «Православие.Ru», 28.07.2010.
- Западный обряд в Североамериканской архиепископии Антиохийского Патриархата // «Православие.Ru», 09.08.2010.
- Зачем Москве шестая мечеть? // «Татьянин День», 16.09.2010
- Православная миссия в Таиланде // «К Истине», 28.09.2010.
- За Христа пострадавшие от безбожной власти в СССР и в Болгарии: Часть 1, Часть 2 // «Православие.Ru», 12.10.2010.
  - То же на болгарском языке: Мъчениците, пострадали за Христа от безбожната власт в СССР и в България (Pravoslavie.Bg)
- Входила ли Богородица во Храм? Исповедь сомневавшегося // «Радонеж», 06.12.2010.
  - То же на английском языке: Did the Mother of God Enter the Temple? Confession of a Doubter // OrthoChristian.com
- Святитель Феолипт как обличитель расколов // «Православие.Ru», 07.12.2010
- Полемика с католицизмом в творениях священномученика Горазда, епископа Чешского и Моравско-Силезского // «Православие.Ru», 24.12.2010
- О ложной ревности и внутрицерковной полемике // «Радонеж», 01.02.2011
  - То же на сербском языке: О лажној ревности и полемици унутар Цркве // «Светосавље»
  - То же на болгарском языке: За лъжливата ревност и за вътрешно-църковната полемика // Pravoslavie.Bg
- «Крайнее нечестие, большее, чем ересь» // «Православие и мир», 10.02.2011
- «Есть ли святые в наши дни?» (интервью) // «Православная Газета», 21.03.2011.
- «Если вы живете без старания быть святыми — вы христиане лишь по имени, а не по существу» (интервью) // «Православная Газета», 04.04.2011.
- «Стяжая добродетель неосуждения, мы сокрушаем гордыню в своем сердце» (интервью) // «Православная Газета», 18.04.2011.
- Восемь дней в Индии // «Православие и мир», 06.06.2011
  - То же на сербском языке: Дневник православне мисије у Индији // «Сведок Верни»
- Спасутся ли иноверные? // «Православная Беседа», 2011 — № 4
- Как относиться к чудесам других религий? // «Радонеж», 10.06.2011
  - То же на болгарском языке: Как да се отнасяме към чудесата в другите религии? // Pravoslavie.Bg
- Господь не сказал «терпи ближнего своего», но «возлюби ближнего своего» // «Православие и мир», 10.06.2011
  - То же на сербском языке: Господ није рекао «толериши ближњег свог», већ «љуби ближњег свог» // «Сведок Верни»
- Святитель Петр Цетиньский // «Богослов.Ру», 03.06.2011
- Пакистан: миссия выполнима // «Православие и мир», 06.07.2011
  - То же на английском языке: Pakistan: Mission Possible // «Pravmir.com»
  - То же на испанском языке: Paquistão: Missão possível // «O Cetro Real»
- Конфуцианство как религия // Богослов.Ру, 01.08.2011
  - То же на немецком языке: Der Konfuzianismus als Religion // «Bogoslov.Ru»
- Монах Иосиф Вриенний об исламе // Богослов.Ру, 12.08.2011
  - То же на немецком языке: Der Mönch Joseph Bryennios über den Islam // «Bogoslov.Ru»
- Две лжи о Церкви как основа для филетических расколов // «Радонеж», 23.08.2011.
  - То же на сербском языке: Две лажи о Цркви као основа филетистичких раскола // «Светосавље»
- Строительство мечети и промысел Божий о мусульманах // «Православие и мир», 16.09.2010
- Реформа образования как шанс для Церкви // «Радонеж», 06.10.2011
- Православное отношение к Фатимскому явлению // «Радонеж», 16.11.2011
- Чего добился Константинопольский Синод? // «Православие.Ru», 30.01.2012
  - То же на английском языке: What has the Constantinople Synod Accomplished? // Pravoslavie.ru
  - То же на сербском языке: Шта је постигао Синод Константинопољске Цркве? // «Светосавље»
- Тупик «православного» эволюционизма // «Православие и мир», 16.03.2012
- Как обратить крещеных, но не просвещенных? // «Радонеж», 23.03.2012
- Не стоило помещать хадисы в список запрещенной литературы (интервью) // Интерфакс-Религия, 21.06.2012
- Индийские заметки // «Радонеж», 17.07.2012
- Где же наша борьба с абортами? // «Радонеж», 14.08.2012
- Церковь молится за «Pussy Riot» (интервью) // Интерфакс-Религия, 18.09.2012
- Об одном неудачном миссионере // «Православие.Ru», 24.10.2012.
  - То же на сербском языке: О једном неуспешном мисионару // «Сведок Верни»
- «Мало где люди так открыты для православной веры, как на Филиппинах» // «Православие.Ru», 14.01.2013
- Как не согрешить при изучении Писания // «Православие.Ru», 13.03.2013
- Православная миссия в Пакистане: невозможное — возможно! // «Седмица.Ru», 18.03.2013
- Ответ В. Стрелову о толковании Писания и евангельских кружках // «Альманах Православие», 24.03.2013
- Ответ протод. А. Кураеву о первородном грехе, Осипове и о. Данииле Сысоеве // «Альманах Православие», 21.04.2013
- Зарубежная миссия Православной Церкви сегодня // «Православие.Ru», 23.04.2013
- О Сирии, джихаде и похищенном митрополите Павле. Беседа с православным священником из Сирии // «Православие.Ru», 07.06.2007
  - То же на английском языке: On Syria, Jihad, and Kidnapped Metropolitan Paul // «OrthoChristian.com»
  - То же на сербском языке: Молите се за нас — интервју са православним свештеником из Сирије // «Сведок верни»)
  - То же на польском языке: Kapłan o prześladowaniach chrześcijan w Syrii // «Сerkiew.Рl»
  - То же на румынском языке: Despre Siria, Jihad și răpirea mitropolitului Pavel de Alep (Aparatorul)
- Пятый Вселенский Собор и осуждение оригенизма // «Православие.Ru», 29.07.2013
- Комментарии к проекту документа «О дальнейших мерах по уврачеванию последствий церковного разделения XVII века» // «Богослов.Ru», 02.12.2013
- «Я лично пережил опыт любви Божией». Свидетельства бывших буддистов, обратившихся в Православие // «Православие.Ru», 11.12.2013
- Почитание преподобного Сергия Радонежского в дальнем зарубежье // «Православие.Ru», 25.12.2013
- Чтобы замужем не пропасть (интервью) // «Славянка», 26.12.2013
- «В Кении, Индонезии и Кот-д’Ивуаре люди борются за то, чтобы быть православными» // «66.ru», 14.02.2014
- Нужны ли Москве мечети? // «Православная Москва», 06.03.2014
- Путь Православия и путь неоязычества // «Радонеж», 28.03.2014
- Каким был настоящий Ной? // «Православие.Ru», 28.04.2014
- Архиепископ Гурий (Степанов) и его полемика с буддизмом // «Богослов.Ru», 28.05.2014
- «Неудобное» интервью диакона Георгия Максимова // «Православие.Ru», 30.05.2014
  - То же на сербском языке: «Незгодни» интервју ђакона Георгија Максимова // «Сведок верни»)
- Сербские православные авторы о буддизме // «Православная Беседа», № 03 2014
- Святой Николай Японский о буддизме // «Православие.Ru», 26.06.2014
  - То же на английском языке: St. Nicholas of Japan on Buddhism: часть 1, часть 2 // «OrthoChristian.com»
- Что русские святые говорят о миссионерском служении // «Православие.Ru», 03.07.2014
  - То же на сербском языке: Свети Оци о мисији // «Сведок верни»
- Ответ на упреки в адрес православия, которые предъявляют последователи других убеждений. В эфире передача «Апологет», ведущий — диакон Георгий Максимов // radonezh.ru, 4.7.2014
- Миссия на Тайване имеет большие перспективы // «Седмица.Ru», 31.07.2014
- Вопрос, который никогда не задают протестанты // «Православие.Ru», 04.08.2014
  - То же на сербском языке: Питање које протестанти никада не постављају // «Сведок верни»
  - То же на болгарском языке: Въпросът, който протестантите никога не задават // «Добротолюбие»
- Тайваньские зарисовки // «Православие.Ru», 19.09.2014
- Про инославных мучеников // «ЖЖ», 11.09.2014
  - То же на болгарском языке: Относно инославните мъченици // «Бъди верен», 10.05.2015
- Рецензия на книгу Станислава Сенькина «Украденные мощи» // «Православие.Ru», 29.10.2014
- О свободе издеваться и свободе убивать // «Православие и мир», 12.01.2015
  - То же на французском языке: Une analyse des événements liés à Charlie Hebdo // «Православие»
- «Если Иисус — Бог, пусть моя дочь окажется жива!» Заметки об индонезийском Православии // «Православие.Ru», 24.03.2015
  - То же на английском языке: If Jesus is God, let my daughter be alive! Notes about Indonesian Orthodoxy // «Orthodoxy.com»
  - То же на французском языке: Notes indonésiennes // «Оrthodoxologie.com»
- О сектантских нападках на православную Пасху // «Православие.Ru», 11.04.2015
- Как неоязычники клевещут на великого князя // «Радонеж», 17.04.2015
- О новоизмышленном «догмате геоцентризма» // Православие.ru, 08.05.2015
- Несколько размышлений об атеизме // «Православие.Ru», 18.05.2015
- О почитании святых // «Радонеж», 08.06.2015
- Отчислить из террористок (интервью) // «Православная Москва», 15.06.2015
- Не надо пачкаться! Интересные факты о «празднике красок холи» // «Православие.Ru», 12.07.2015.
- Еще раз о ереси Д. Цорионова // «ЖЖ», 13.07.2015.
- Огнем и мечем? (Миф о насильственном крещении Руси) // «Православие.Ru», 28.07.2015.
- Отец Даниил Сысоев и зарубежная миссия // «Православие.Ru», 12.01.2016.
  - То же на английском языке: Father Daniel Sysoyev and the Foreign Mission «Orthodoxy.com»
- Комментарий к подписанному совместному документу с папой // «ЖЖ», 13.02.2016.
  - То же на английском языке: Comments on the Joint Declaration with the Pope («Orthodoxy.com»)
  - То же на французском языке: Commentaire au sujet de la déclaration commune du pape François et du patriarche Cyrille de Moscou («Orthodoxie»)
  - То же на румынском языке: Сritică teologic declarația comună a lui Francisc I și a Patriarhului Moscovei («Dragostea»)
- Про так называемый «Восьмой вселенский собор» // «ЖЖ», 02.03.2016.
  - То же на сербском языке: «Осми Васељенски Сабор» — шта да мислимо? («Сведок Верни»)
- А что, если Бог сказал правду?. Ответ на статью Сергея Худиева «Отвергает ли Христос католиков?» // «РНЛ», 16.03.2016.
  - То же на сербском языке: А шта ако је Бог рекао истину? («Светосавље»)
- О современных недоумениях в связи с Гаванской декларацией и документами на Критский собор // Альманах «Православие», 18.05.2016.
- О возмутительных «разъяснениях» ОВЦС // «ЖЖ», 22.04.2016.
- Опасения, связанные с грядущим Всеправославным собором // «Радонеж», 27.04.2016.
  - То же на английском языке: Theological Reflection on Document of Pan-Orthodox Council («Orthodoxy.com»)
- «Самое главное для нас — хранить верность нашей канонической Церкви» // radonezh.ru, 02.05.2016
- Еще раз о Церкви и протестантах // «Православие.Ru», 06.07.2016.
- Принцип согласия отцов и современные нападки на него // «Православие.Ru», 04.08.2016.
- «Подарок» Римскому папе // «ЖЖ», 26.09.2016.
  - То же на английском языке: The «gift» to the Pope of Rome // «Orthodoxy.com»
  - То же на сербском языке: «Поклон» римском папи // «Борба за веру»
- Осквернение храмов в наши дни // radonezh.ru, 02.05.2017
- Про разрыв общения с Константинополем // radonezh.ru, 22.10.2018
- Что нужно знать о гаданиях на Святки? // «Православная беседа», 11.01.2019
- Сорок мучеников Севастийских. Почему так любят этот праздник? // pravmir.ru, 22 марта 2019
- 10 лет со дня мученической кончины отца Даниила Сысоева // ruskline.ru, 20.11.2019

- Византийские сочинения об исламе: (тексты переводов и комментарии) / Пер с греч. Ю. В. Максимов, Е. П. Ореханова; под ред. Ю. В. Максимова. — М.: Изд-во ПСТГУ, 2006. — 232 с. — 3000 экз. — ISBN 5-7429-0229-8.
- Афанасий (Николау) митр. Лимассольский. Голод по Богу, или Лекарство от фарисейства: (сборник проповедей) / Сост. Ю. В. Максимов. — М.: Православное миссионерское общество им. прп. Серапиона Кожеозерского, 2011. — 111 с.
- Византийские сочинения об исламе: (тексты переводов и комментарии) / Пер с греч. Ю. В. Максимов, Е. П. Ореханова; под ред. Ю. В. Максимова. — М.: Изд-во ПСТГУ, 2012. — 229 с. — ISBN 978-5-7429-0700-8.
- Что говорит Слово Божие о настоящей любви? Святоотеческое толкование на соборные послания апостолов (сост. диакон Георгий Максимов). М.: Православное миссионерское общество имени прп. Серапиона Кожеозерского. 2013. — 208 с.